# Burnt Norton
Burnt Norton, composto nel 1935, è il primo dei Quattro quartetti, opera del poeta e critico statunitense T. S. Eliot. Venne scritto nel periodo in cui Eliot stava lavorando all'Assassinio nella cattedrale e fu pubblicato nel 1936 nell'opera Collected Poems 1909–1935. Venne successivamente ripubblicato nel 1943, insieme ad altre tre analoghe composizioni create dal 1940 al 1942 (East Coker, The Dry Salvages, Little Gidding), in un unico libro.

## Introduzione
Il primo dei Quattro quartetti trae la propria ispirazione da una visita che il poeta compie insieme all'amica Emily Hale nell'estate del 1934 ad una casa di campagna nelle Cotswolds del Gloucestershire, ormai disabitata. Nonostante Eliot fosse sposato, passò molto tempo con Emily e se non fosse stato per il suo matrimonio avrebbe anche potuto impegnarsi sentimentalmente con lei. In seguito, Eliot restò in stretta corrispondenza con Emily e le inviò molte sue poesie. L'edificio della casa di campagna non riveste una particolare importanza nella poesia. È invece il giardino che circonda la casa che ne diviene il soggetto principale. In esso Eliot rinviene testimonianze della vita raffinata che vi si svolgeva (il giardino delle rose, i viali, le siepi, il laghetto, la coppa di foglie di rose, il vaso cinese, il violino), e ciò gli riporta alla mente le memorie della sua infanzia. Il tema centrale della poesia è la natura del tempo e la salvezza. Eliot enfatizza il bisogno da parte dell'individuo di focalizzarsi sul momento presente e di conoscere che esiste un ordine universale. Comprendendo la natura del tempo e l'ordine dell'universo, l'umanità riesce a riconoscere Dio e ottiene la redenzione. Molti recensori di Burnt Norton hanno sottolineato l'unicità e la bellezza del poema. Tuttavia, altri hanno lamentato che l'opera non rispecchia la precedente grandezza di Eliot, essendo indebolita da un eccessivo uso dei temi cristiani.
La tematica di Burnt Norton è connessa con il dramma di Eliot Assassinio nella cattedrale; egli compose la poesia nel 1935, mentre stava scrivendo l'opera teatrale. La connessione tra le due opere è profonda; molti versi della poesia erano stati originariamente creati per il dramma e vennero, su suggerimento di E. Martin Brown, rimossi dalla sceneggiatura. Alcuni anni dopo, Eliot ricordò:
Ci furono versi e frammenti che vennero espunti nel corso della produzione dell'Assassinio nella cattedrale. 'Non posso rappresentarli sul palcoscenico,' disse il produttore, ed io umilmente mi sottomisi al suo giudizio. Tuttavia, questi frammenti restavano nella mia mente, e gradatamente giunsi a vedere che una poesia prendeva forma intorno ad essi: alla fine ne uscì 'Burnt Norton'.
Come molte opere di Eliot, la poesia venne composta da vari frammenti che vennero rimaneggiati per diversi anni. Per dare una struttura al poema, Eliot prese come riferimento l'organizzazione della Terra desolata.
Nel 1936, la poesia venne inclusa nella raccolta Collected Poems 1909–1935, della quale furono pubblicate 11 000 copie; simbolicamente l'antologia rappresenta il compimento delle sue opere precedenti e il cambiamento che portò Eliot a comporre le sue ultime opere. Burnt Norton fu l'unica poesia importante composta da Eliot durante un periodo di sei anni in cui egli scrisse prevalentemente saggi e opere teatrali. La poesia venne ripubblicata come opera autonoma nel 1941, lo stesso anno in cui vennero pubblicati East Coker e The Dry Salvages, le due successive poesie inserite nei Quattro quartetti.

## Struttura

### Epigrafi
La poesia inizia con due epigrafi tratte dai frammenti di Eraclito:
τοῦ λόγου δὲ ἐόντος ξυνοῦ ζώουσιν οἱ πολλοί
ὡς ἰδίαν ἔχοντες φρόνησιν
I. p. 77. Fr. 2.
ὁδὸς ἄνω κάτω μία καὶ ὡυτή
I. p. 89 Fr. 60.
La prima epigrafe può essere tradotta, "benché la saggezza sia comune a tutti, la maggior parte degli uomini vive come se ognuno avesse una saggezza propria"; la seconda, "la via che sale e la via che scende sono la stessa cosa".

### I tempo
Come tutti gli altri quartetti, Burnt Norton è una profonda meditazione sul significato del tempo e sulla sua relazione con gli esseri umani e con il significato cristiano di redenzione.
I versi d'inizio introducono il concetto che riassume tutta l'opera: "Il tempo presente e il tempo passato / sono forse entrambi presenti nel tempo futuro, / e il tempo futuro è contenuto nel tempo passato. / Se tutto il tempo è eternamente presente / tutto il tempo è irredimibile.".
Vengono qui presentate quattro dimensioni del tempo, passato, presente, futuro, eterno, che agiranno nella composizione come quattro differenti strumenti (o diverse intonazioni) nell'ambito dei quali un medesimo simbolo (la rosa, la colomba, il mare) o una stessa parola (la fine, il principio) acquisteranno differenti significati.
Alcune immagini molto intense vengono a significare simbolicamente “ciò che poteva essere”: "Passi echeggiano nella memoria / lungo il corridoio che non prendemmo / verso la porta che non aprimmo mai / sul giardino delle rose.". Da questa visione nasce la meditazione sul passato che vive nel presente, che finisce per identificarsi nel presente, in cui si trovano a convergere sia ciò che poteva essere, sia ciò che effettivamente è stato.
Il primo tempo prosegue con un'immagine intensa e luminosa: il laghetto nel giardino della casa di campagna, ormai vuoto da tempo, si riempie d'acqua alla luce del sole, i fiori del loto si alzano, “scintillò la superficie (dell'acqua) al cuore della luce” (immagine che John Hayward nelle sue note all'edizione francese dei Quartetti collega a Dante, Paradiso XII,28: "del cuor dell'una delle luci nove"), poi, al passaggio di una nuvola, esso torna improvvisamente vuoto. E le foglie delle piante intorno al laghetto "erano piene di bambini / che si nascondevano, tutti eccitati, sforzandosi di non ridere.".
In ultimo, con la constatazione che “il genere umano non può sopportare troppa realtà” (verso che Eliot ha letteralmente preso dall'Assassinio nella cattedrale), il tempo si chiude con la ripresa del concetto della “convergenza nel presente” del passato potenziale e di quello reale.

### II tempo
Nel secondo tempo Eliot riflette sul significato dell'eternità, utilizzando un'immagine che ama particolarmente: "il punto fermo del mondo che ruota" (il centro di una ruota che gira rimane fermo) è veramente l'origine del movimento, e così avviene per la "danza del tempo" intorno al “punto fermo” che rappresenta il presente eterno. Questa immagine è stata collegata da parte della critica al concetto aristotelico del motore immobile nella rielaborazione di Tommaso d'Aquino e Dante.
Il poeta riconosce però che gli uomini, ancora immersi nel tempo e nel movimento, non sono in grado di percepire l'eternità, poiché: "Il tempo passato e il tempo futuro / non permettono che poca consapevolezza. / Essere consapevoli è non essere nel tempo.". A questo proposito Helen Gardner afferma che "la consapevolezza è la facoltà per cui l'uomo, vivendo nel tempo, trascende il tempo." Essa è vista pertanto come "consapevolezza del divino e dell'eterno".
Tuttavia, è solo nel tempo che si trova “il momento del giardino delle rose”, cioè le infinite possibili scelte che non abbiamo fatto. È solo nel tempo che i momenti che potevano essere ma non sono stati possono essere ricordati, "avvolti" insieme al passato e al futuro. "Solo per mezzo del tempo il tempo viene conquistato.".

### III tempo
Nella terza parte vi è una prima chiara affermazione di come il poeta pensa che sia possibile redimere il tempo e dare valore alle nostre azioni nel tempo: liberandoci da ogni attaccamento alle cose del mondo.
Infatti, l'essere immersi nel mondo, che non è altro che "un luogo di disaffezione", conduce gli uomini a lasciarsi trascinare nel “vortice” nel tempo senza aver realmente preso coscienza del significato della loro vita: “Uomini e pezzi di carta che il freddo vento mulina”. La perdita totale di senso viene descritta più avanti: "Disseccamento del mondo del senso, / evacuazione del mondo della fantasia, / inattività del mondo dello spirito". Vi è pure un senso di discesa in un mondo di oscurità e di "perpetua solitudine" che alcuni collegano con la descrizione di Omero, Odissea, XXIV,5-9 della catabasi di Ulisse nell'Ade e dell'incontro con le ombre che vi abitano.
Tale mancanza di significato coglie l'uomo sia che si muova, attivandosi per compiere delle scelte, sia che resti inattivo, mentre il mondo procede implacabile “sulle sue strade asfaltate” nel rincorrersi del tempo passato con il futuro. Si tratta di un'idea ricorrente nelle ultime opere poetiche di Eliot (successive alla Terra desolata), idea che appare diverse volte nei Quattro quartetti; vi è riflessa la sua ammirazione per l'insegnamento del Cristianesimo relativo alla povertà e al distacco, insieme con la dottrina parallela del Nirvana nel Buddhismo.
Alcune immagini di questa parte del poemetto ("una luce fioca", "volti tirati, logori dal tempo", "distratti per distrazione dalla distrazione") furono ispirate a Eliot dalla visione della metropolitana di Londra.

### IV tempo
Nel brevissimo quarto tempo, si crea come un clima di attesa, l'atmosfera è rarefatta, silenziosa, e il poeta sente un presagio di morte (che Helen Gardner riscontra nel riferimento alle "fredde dita di tasso", poiché il tasso è considerato una pianta cimiteriale), ma senza provare angoscia o tristezza; tutto è calmo, tranquillo, e "la luce è ferma / al punto fermo del mondo che ruota.".

### V tempo
Nell'ultimo tempo i due concetti del tempo e del movimento, precedentemente affrontati, vengono ripresi in immagini fortemente simboliche, come quella del vaso cinese che: "ancora / perpetuamente si muove nella sua quiete" (Edmund Wilson ha giudicato in particolare questi versi "tra i migliori che Eliot abbia scritto"), o quella delle dieci scale che in San Giovanni della Croce portano all'unione con Dio. Appare una riflessione teologica sulla fine e sul principio, concetti che si ritroveranno anche nel secondo Quartetto, e che finiscono per trascendere il tempo: "O diciamo che la fine precede il principio, / e la fine e il principio erano sempre lì / prima del principio e dopo la fine. / E tutto è sempre ora.".
Compare a questo punto l'amore, definito "per sé stesso immobile", ma "causa e fine del movimento, fuori del tempo", e ritorna in chiusura l'immagine del "giardino delle rose", con il riso dei bimbi nascosti tra le foglie, ma al di là di un momento di "illuminazione estatica", il tempo si rivela "ridicolo e squallido", e il poeta ne riecheggia il sapore amaro, come aveva fatto nella Terra desolata.

## Tematiche
Eliot credeva che Burnt Norton avrebbe potuto fare del bene alla società. La narrazione del poema riflette sull'umanità affetta dal peccato originale, sul fatto che essa possa seguire il percorso del bene come quello del male, e sulla possibilità di espiare i propri peccati. Per aiutare il singolo individuo, la poesia chiarisce che le persone dovrebbero staccarsi dal mondo, così legato al tempo, e guardare dentro loro stesse, e che i poeti dovrebbero ricercare nelle loro immagini una perfezione svincolata dal tempo, per sfuggire ai problemi del linguaggio.
Peter Ackroyd crede che sia impossibile parafrasare il contenuto del poema; esso è troppo astratto perché si possano descrivere gli eventi e le azioni che costituiscono la sua struttura narrativa. Tuttavia, è possibile spiegare il fondamento filosofico della poesia dal momento che il discorso sul tempo è collegato alle idee espresse nelle Confessioni di Sant'Agostino. Come tale, viene accentuata l'importanza del momento presente, considerato l'unico momento che importi veramente, poiché il passato non può essere cambiato ed il futuro è ignoto. Il poema mette in evidenza che i ricordi devono essere abbandonati perché si riesca a comprendere il mondo attuale, e gli esseri umani devono rendersi conto che l'universo è basato sull'ordine. La poesia dichiara inoltre che quantunque sia possibile svincolare la coscienza dal tempo, gli uomini non possono effettivamente sfuggire al tempo. La scena della metropolitana di Londra è piena di persone vincolate dal tempo, simili alla gente spiritualmente vuota di The Hollow Men; esse sono vuote perché non comprendono il significato della vita e l'ordine dell'universo. La conclusione sottolinea che Dio è l'unico che può veramente esistere fuori dal tempo e possiede la conoscenza di ogni tempo e luogo, ma gli esseri umani possono ancora essere redenti credendo in lui e nella sua capacità di salvarli dai limiti dell'universo materiale.
Anche lo spazio immaginativo riveste una funzione importante nel poema. Il primo tempo contiene la descrizione di un giardino delle rose che rappresenta allegoricamente il potenziale insito nell'esistenza umana. Quantunque esso non esista nella realtà, viene descritto in modo realistico e ritratto come una realtà immaginata. Inoltre, l'affermazione del narratore che le parole esistono nella mente permette a questa realtà immaginata di essere condivisa con i lettori. Ciò viene però alla fine distrutto dal narratore, che asserisce come un posto simile non abbia in realtà uno scopo. L'immagine del giardino ha anche altre funzioni nella poesia, oltre a quella di condividere un luogo immaginato; serve a suscitare i ricordi, e funziona in un modo simile in altre opere di Eliot, come nell'opera teatrale The Family Reunion.

## Fonti
Una fonte chiave per molte delle immagini che appaiono in Burnt Norton è l'infanzia di Eliot e l'esperienza vissuta nella visita a Burnt Norton. Altre fonti includono le poesie di Stéphane Mallarmé, specialmente Le Tombeau de Charles Baudelaire e M'introduire dans ton histoire e le Confessioni di Sant'Agostino. Inoltre, molti versi sono dei frammenti che furono espunti da sue opere precedenti, principalmente il dramma teatrale Assassinio nella cattedrale, scritto nel 1935.
Per quanto riguarda la struttura, Eliot si ispirò alla Terra desolata per unire insieme i vari frammenti in un unico testo poetico. Bernard Bergonzi ha affermato che "si tratta di un nuovo orientamento nella poetica di Eliot, che si risolve inevitabilmente nella presenza della volontà manipolatoria che Christian Karlson Stead ha osservato al lavoro nei 'Quartetti', e nella necessità di passaggi di collegamento a 'bassa pressione'. Come ho precedentemente sottolineato, Eliot era in grado di esprimere i momenti più intensi di un'esperienza, ma aveva poca capacità per le strutture prolungate."

## Giudizio della critica
Uno dei primi critici, D. W. Harding, ha visto la poesia come espressione di una nuova concezione poetica. Similmente, Edwin Muir ha scritto che la poesia contiene dei nuovi elementi rispetto al passato e che si sente in essa una bellezza paragonabile a quella degli The Hollow Men. Peter Quennell concorda e descrive il poema come "straordinariamente realizzato" e "dotato di una virtuosità ritmica non comune". Marianne Moore afferma che si tratta "di una poesia in cui l'argomento centrale è l'idea del controllo [...] incarnato nella Divinità e nell'equilibrio umano". Ella argomenta che la sua "migliore qualità" è "nel ricordo di come è stato duro, arduo, e concreto l'approccio del poeta verso l'allargamento della sua visione filosofica." Rolfe Humphries dichiara "Come perfettamente [...] Eliot avvolge il tema della poesia, partendo da semplici affermazioni che qualunque materialista dialettico potrebbe accettare [...] fino alla conclusione che ogni rivoluzionario potrebbe trovare difficile da comprendere."
Tuttavia, George Orwell ha disapprovato Burnt Norton affermando che a causa della natura religiosa del poema si poteva concludere che ormai la poesia di Eliot non possedeva più quello che l'aveva resa grande in passato. Più recentemente, Russell Kirk si è dichiarato parzialmente d'accordo con Orwell, sottolineando però che i suoi attacchi alla religiosità di Eliot espressa nelle sue poesie non avevano ottenuto un particolare successo. In particolare, ha affermato che "durante l'ultimo quarto di secolo, la maggior parte dei critici seri — indipendentemente dal fatto che ritenessero o meno possibile la fede cristiana — ha trovato nei 'Quartetti' il culmine della poesia filosofica e religiosa del ventesimo secolo." Similmente, il supplemento letterario del Times del 12 aprile 1941 dichiarava che il poema era di difficile comprensione e una successiva recensione del 4 settembre attaccava la concezione della storia per come veniva espressa nella poesia di Eliot.
I critici più recenti sono di opinioni differenti. Bergonzi enfatizza "l'apertura perfettamente controllata e persuasiva" e afferma che il poema "contiene elementi della migliore poesia di Eliot, una vera e propria resa in musica del pensiero." Secondo Peter Ackroyd, "'Burnt Norton', in effetti, ottiene potere ed efficacia dalla modifica, rinuncia o sospensione del significato e l'unica 'verità' da scoprire è l'unità formale del poema stesso."